# Acronychia cartilaginea
Acronychia cartilaginea är en vinruteväxtart som beskrevs av Thomas Gordon Hartley. Acronychia cartilaginea ingår i släktet Acronychia och familjen vinruteväxter. Inga underarter finns listade i Catalogue of Life.